# Vertikalpresse
Vertikalpressen sind Pressmaschinen mit senkrechter Wirkrichtung der Stößelbewegung. Sie kommen in den Bereichen Abfallentsorgung, Buchdruck, Umformtechnik und Keltertechnik zum Einsatz.

## Abfallentsorgung
Beim Auspacken, Umpacken und Kommissionieren von Waren in Handels- und Produktionsunternehmen fallen große Mengen von Kartonagen an, die viel Flächenbedarf und hohen Zeitaufwand für die Entsorgung beanspruchen. Für die umweltgerechte Verwertung von Rest-/Wertstoffen werden zur Volumenreduzierung hydraulische Horizontal- und Vertikal-Ballenpressen mit verschiedenen Pressdrucken eingesetzt.

## Buchdruck

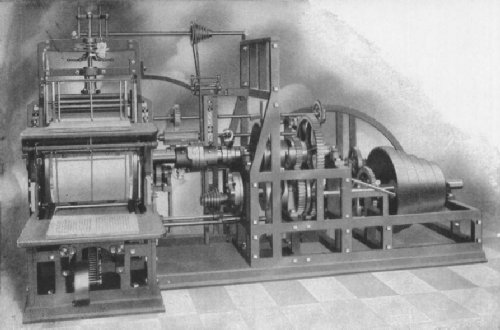
Koenigs dampfbetriebene Zylinderdruckmaschine zum Druck der Times (1814)

Als Vertikalpresse bezeichnet man eine Buchdruckmaschine (Hochdruck), genauer eine Schnellpresse, bei der das Fundament (Schließrahmen mit dem Satz aus Bleibuchstaben, Bleizeilen, Linien, Grafik- und Bildklischees) senkrecht steht. Diese Bauform erlaubt nur kleinere Druckformate als die weiter verbreiteten Schnellpressen-Arten Stoppzylinder, Eintourenzylinder, Zweitourenzylinder und Schwingzylinderpresse, bei denen das Fundament waagrecht in der Maschine liegt und dadurch sehr groß und schwer sein kann. Die Maschinengröße und die möglichen Druckformate der Vertikalpresse sind vergleichbar mit jenen der Tiegeldruckmaschinen. 
Hergestellt wurden Vertikalpressen vor allem von der Firma Miehle. Sie waren und sind in den USA und in Europa in der Schweiz anzutreffen, sind heute aber meist nur noch für Hobbyzwecke oder in Museen im Einsatz.

## Umformtechnik
In der Umformtechnik kommen sowohl die hydraulischen als auch mechanischen Pressen in vertikaler und horizontaler Bauweise zum Einsatz. Die Festlegung der erforderlichen Pressengrößen erfolgt bei hydraulischen und mechanischen Pressen anhand der Teilegeometrie und dem Werkstückwerkstoff sowie dem daraus abgeleiteten Herstellungsprozess. Bei der vertikalen Bauart sind die hydraulischen Komponenten und Ölbehälter in der Regel im Kopfstück untergebracht. Die Wartungsplattform ermöglicht einen gut zugänglichen Zutritt zu den Aggregaten. Die Ständerbauart ist in der Regel in geschweifter Monoblock- oder Plattenbauweise ausgeführt. Bei Platzproblemen oder zur Lärmreduktion können die Pumpen und Motoren auch im Fundament oder in einem separaten Raum montiert werden. Der Einsatz der vertikalen Hydraulikpressen erfolgt vorwiegend für die Kaltumformung; allerdings ist auch der Einsatz für die Warmumformung unter bestimmten Voraussetzungen nicht ungewöhnlich. Insbesondere Extremteile (Gewichte über 5 kg) werden relativ häufig auf Hydraulikpressen warmumgeformt.
Bei mechanischen Pressen sind sowohl vertikale als auch horizontale Bauarten im Einsatz, Unterschied sind die Produktionsstückzahlen, die bei horizontalen Pressen höher (3600 bis 9000/h) als bei vertikalen Systemen (1800 bis 3600/h) sind.

## Keltertechnik

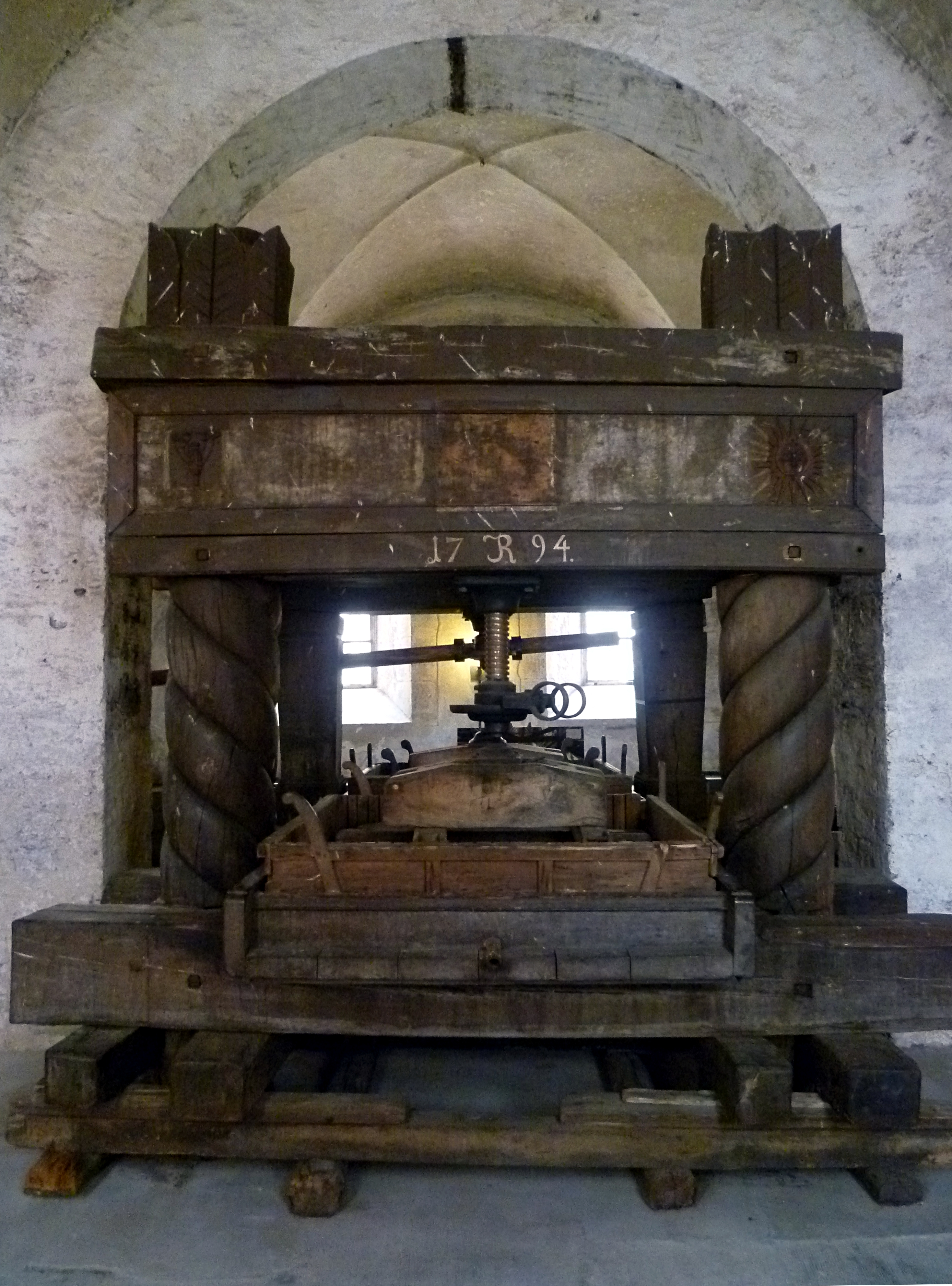
Vertikale Weinpresse im Kloster Eberbach

Die vor den 1950er Jahren noch eingesetzten Vertikalkeltern haben durch ihren dicken Tresterkuchen eine weitgehende Vorklärung der Moste selbstständig durchgeführt, die mit dem Einsatz von Horizontalkeltern verdrängt wurden. In der heutigen Kellertechnik haben sich in den größeren Betrieben die Horizontalkeltern durchgesetzt. Zum Pressen der Maische finden Vertikalpressen fast nur noch in Kleinbetrieben und im häuslichen Bereich bei der Obstweinbereitung Verwendung. Horizontalpressen werden heute hauptsächlich eingesetzt, weil sie gegenüber den Vertikalpressen einen schnellerer Saftablauf und eine kürzere Presszeit ermöglichen.